# Стиль Транзисьон
Стиль Транзисьон (фр. Style Transition, букв. «переходный стиль») является переходным от стиля Людовика XV, или рококо, к стилю Людовика XVI (неоклассицизму) и сочетает в себе элементы этих двух крупных исторических художественных стилей: изогнутые ножки стиля Людовика XV, ставшие прямыми линии каркаса и золочёные бронзовые накладки на личинки и ручки (стиль Людовика XVI). Относительно рококо — более умерен и рационален. Период существования — приблизительно между 1760 и 1774 годами во Франции. Этот стиль также называют «стиль Габриэль», по имени французского архитектора Жака-Анжа Габриэля, использовавшего элементы этого стиля наряду с неоклассицизмом.
Наиболее полно «переходный стиль» проявился в декоративно-прикладном искусстве, в частности мебели. Значительную роль в этом процессе сыграл Жан-Франсуа Эбен, который создал большое количество моделей мебели в стиле транзисьон, самой популярной из которых стал комод. Эта модель талантливого мастера пользовалась большим и продолжительным успехом, её многократно, вплоть до 1775 года, копировали парижские краснодеревщики. Характеризуется использованием ценных пород дерева, техниками фанеровки и маркетри, оформлением золочёной бронзой и лакировкой.
В российских музеях широко представлен в Большом собрании изящных искусств Международного института антиквариата ASG. Работы нескольких плеяд французских мебельных мастеров отражают всю динамику развития стилей такого консервативного вида декоративного искусства, как мебель.